# Аблютофобія
Аблютофо́бія (від лат. abluere «очищати») — конкретна фобія, яка полягає в постійному, ірраціональному, нав'язливому страху перед купанням, пранням або чищенням. Аблютофобія, як правило, частіше зустрічається у дітей та жінок, ніж у чоловіків .
Симптоми та методи лікування аблютофобії в основному такі ж, як і для більшості конкретних фобій, а саме прискорене або утруднене дихання, запаморочення, прискорене серцебиття, тремтіння, паніка та ін.